# Marie Yovanovitch
Pour les articles homonymes, voir Yovanovitch.
Marie L. Yovanovitch est une diplomate américaine née le 11 novembre 1958 à Montréal, Québec, Canada. D'abord nommée comme ambassadrice des États-Unis au Kirghizistan pour un mandat de trois ans de 2005 à 2008, elle a été ensuite mutée en Arménie du 22 septembre 2008 au 9 juin 2011. Marie Yovanovitch succède à Geoffrey R. Pyatt comme ambassadrice en Ukraine le 29 août 2016 jusqu'au 20 mai 2019 , où elle est victime d'une campagne de salissage menée par l'ancien président des États-Unis, Donald J. Trump et de ses collaborateurs. En pleine tourmente, ce dernier rappelle l'ambassadrice Yovanovitch en mai 2019, l'accusant d'entraver ses requêtes auprès du président ukrainien Volodymyr Zelensky de déclencher une enquête sur des malversations présumées de l'ancien vice-président Joe Biden et de l'ancienne secrétaire d'État Hillary Clinton quant au financement du Parti démocrate lors de la campagne présidentielle de 2016 . Elle s'est distinguée lors de son témoignage durant la procédure de destitution de Donald Trump en 2019 où elle a confirmé la pression et l'intimidation dont elle a été victime en s'opposant à cette tentative d'interférence politique en accusant de proches collaborateurs du président Trump . Yovanovitch annonce sa retraite du corps diplomatique américain le 31 janvier 2020

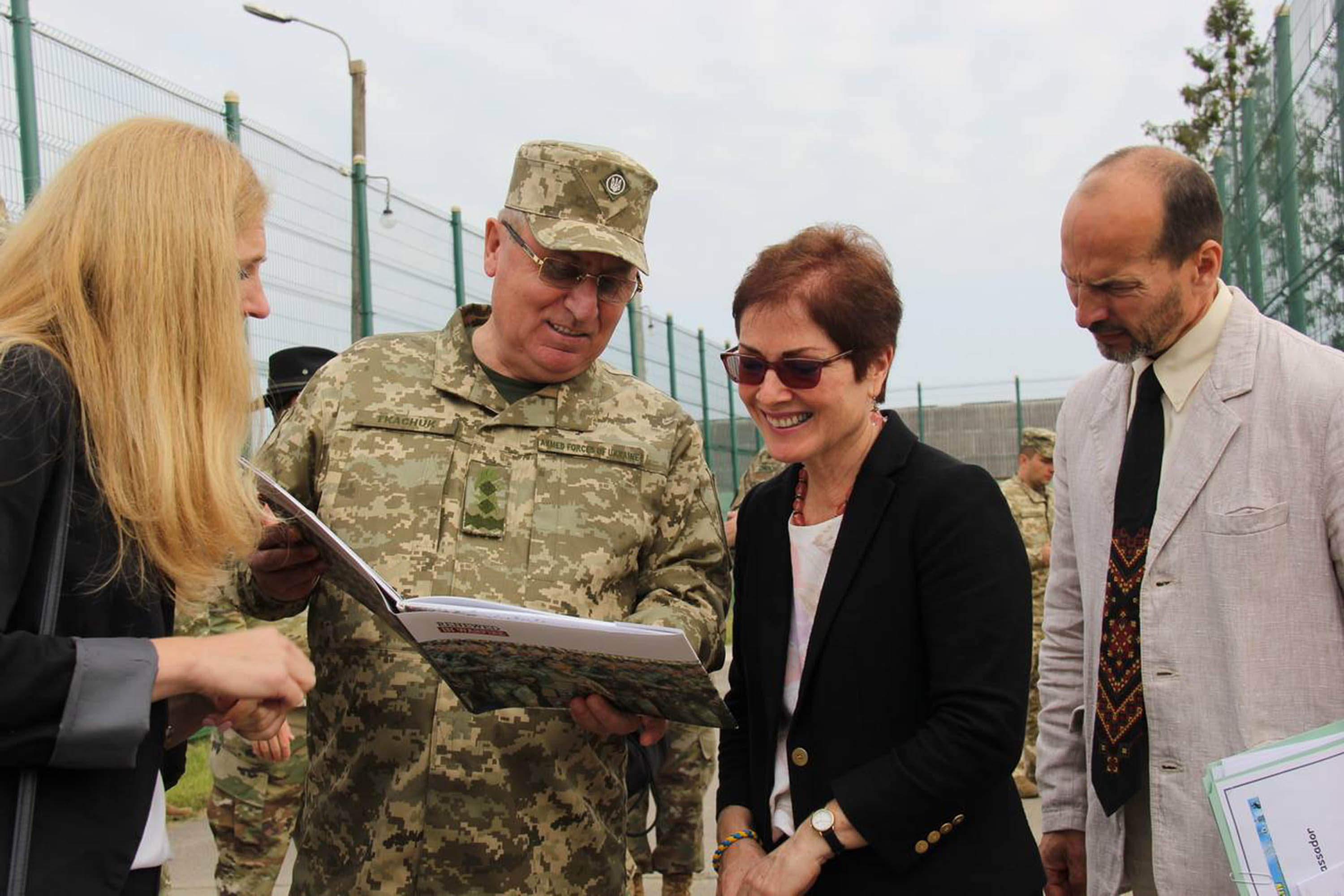
Présente lors de Rapid trident, exercice militaire conjoint Ukraine/États-Unis.